# LFO (バンド)
LFO（エルエフオー）は、イギリスのテクノ・ユニット、およびソロ・プロジェクト。

## 概要
1990年代初期にイギリスで流行したブリープ・テクノの主要アーティスト、及びIDMシーンの開拓者として知られる。バンド名の由来は、シンセサイザーなどに搭載されているLFO (Low Frequency Oscillator)から。初期はマーク・ベルとジェズ・ヴァーレイの2名によるユニットで、後にヴァーレイが脱退してベルのソロ・プロジェクトとなった。

## メンバー
マーク・ベル (Mark Bell)
1971年生。プロデューサーとしても手腕を発揮し、ビョークやデペッシュ・モードの作品をプロデュースしたことでも知られる。2014年10月13日に亡くなったことが報じられた。43歳没。
ジェズ・ヴァーレイ (Gez Varley)
1990年代中盤からG-man名義でソロ活動を開始。1996年にソロ・デビュー・アルバム『Kushti』をリリースし、同年にユニットを脱退。1999年にドイツのヴィースバーデンに移住。2000年にGMRレコードを設立。

## ディスコグラフィ

### アルバム
- 『フリークエンシーズ』 - Frequencies (1991年) ※旧邦題『フリケンシーズ』
- 『アドヴァンス』 - Advance (1996年)
- 『シース』 - Sheath (2003年)

### EP
- What Is House? EP (1992年)

### シングル
- "LFO" (1990年)
- "We Are Back" (1991年)
- "Tied Up" (1994年)
- "Freak" (2003年)

## 関連項目

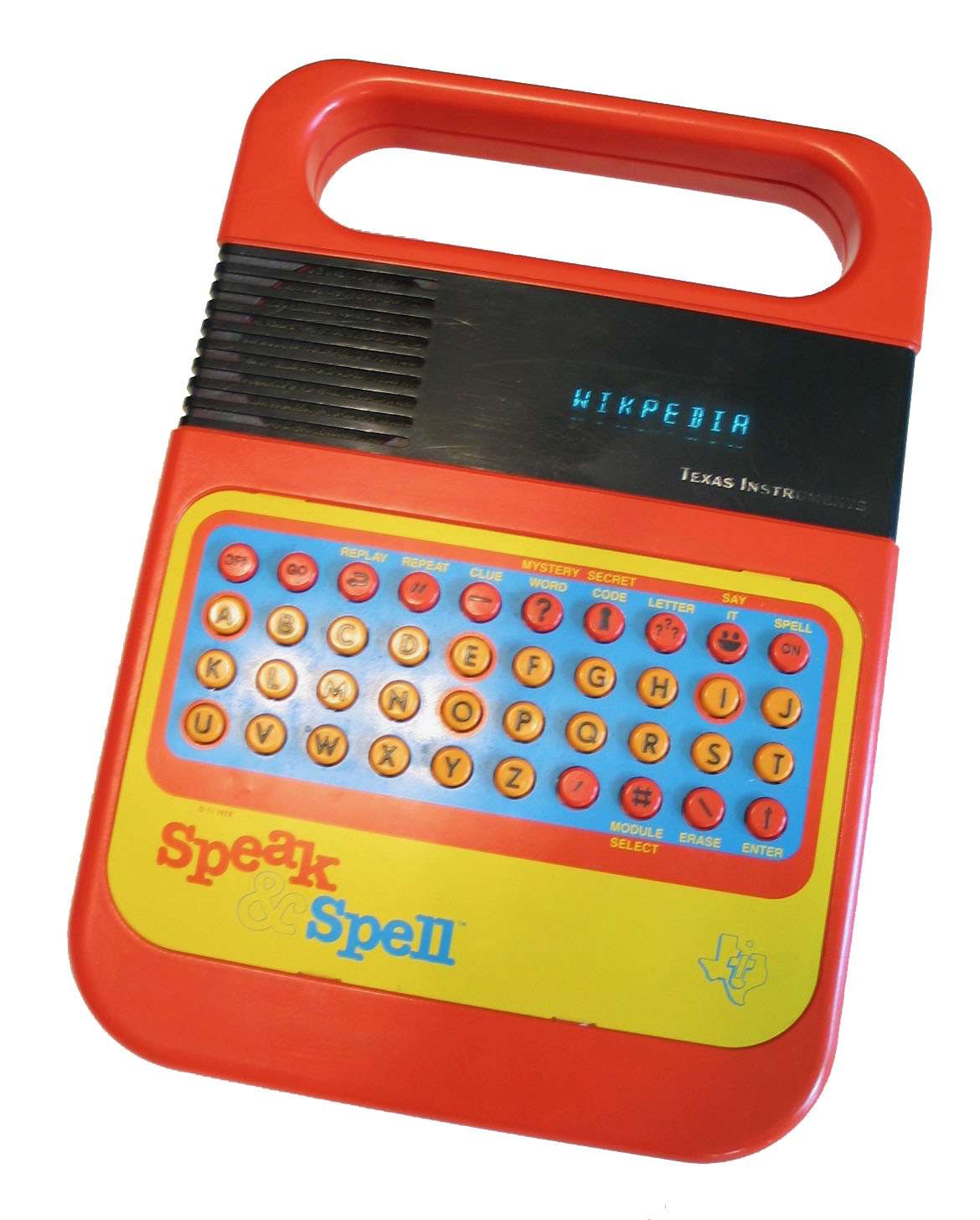
テキサス・インスツルメンツのSpeak & Spell